# Indie rock
Indie rock (ang. indie rock, od independent record label) – gatunek muzyczny, którego nazwa pochodzi od angielskiego słowa independent – niezależny. Zespoły nazywane tym mianem często wydają swoją twórczość w małych, niezależnych wytwórniach płytowych. Indie rock niekiedy określa się jako podgatunek rocka alternatywnego.

## Historia
W Wielkiej Brytanii listy najpopularniejszych niezależnych płyt i utworów były kompilowane od wczesnych lat osiemdziesiątych. Pierwotnie okupowały je zespoły wywodzące się ze scen punk, post punk i innych; jako niezależne klasyfikowano je na podstawie tego, że ich twórczość wydawały małe, nikomu niepodległe wytwórnie. Później jednak termin „indie” zaczął być jednoznacznie kojarzony z formą rocka dominującą na tych listach: indiepopowymi wykonawcami, takimi jak Aztec Camera czy Orange Juice, jangle popem ruchu C86 czy twee popem artystów wydających w Sarah Records. Prawdopodobnie najważniejszymi brytyjskimi grupami indierockowymi lat osiemdziesiątych były The Smiths, The Stone Roses i The Jesus and Mary Chain. Ich muzyka bezpośrednio inspirowała takie ruchy lat dziewięćdziesiątych, jak shoegaze i brit pop. W zasadzie w Wielkiej Brytanii często całość muzyki alternatywnej określa się jako „indie”.
W Stanach Zjednoczonych muzyka określana jako indie rock wywodzi się z zainspirowanej etosem punk rocka i hardcore’u sceny rocka alternatywnego. W latach osiemdziesiątych termin „indie rock” przypisywano pełnej brudu i przesterowanych gitar muzyce takich zespołów, jak Hüsker Dü, Dinosaur Jr. (którzy są często wymieniani jako inspiracja dla stylu shoegaze), Sonic Youth czy Big Black. Twórczość wszystkich tych grup wydawały niezależne wytwórnie, co dodatkowo odróżniało je od twórców college rockowych, których spora część pod koniec dekady miała już podpisane kontrakty z dużymi wytwórniami. W pierwszej połowie lat dziewięćdziesiątych, dzięki eksplozji grunge’u, rock alternatywny przedarł się do głównego nurtu, uzyskując popularność, za którą często szło powodzenie czysto komercyjne. Wkrótce coraz bardziej zaczęły się nim interesować duże wytwórnie; pojawiali się wykonawcy promowani jako alternatywni, lecz zorientowani na zarobek. W związku z tym termin „muzyka alternatywna” stracił dawne, kontrkulturowe znaczenie i zaczął być używany jako określenie na twórców w jakiś sposób zakorzenionych w tradycji dawnego rocka alternatywnego, którzy odnieśli sukces w głównym nurcie. Termin „indie rock” niejako zajął jego dawne miejsce. Jednym ze zjawisk definiujących amerykański indie rock lat 90. był ruch lo-fi, za którego heroldów uznaje się m.in. Pavement, Sebadoh i Guided by Voices. Jego twórcy charakteryzowali się ironicznym odseparowaniem od mainstreamowej sceny rocka alternatywnego i kompletnym brakiem zainteresowania „sprzedaniem się”, których wyrazem były teksty i preferowanie nagrań niskiej jakości. Od połowy lat 90. określenia „indie rock” często używa się po prostu w odniesieniu do nierzadko całkowicie różnych stylistycznie zespołów ze sceny niezależnej.